# Jaime Robles Céspedes
Jaime Robles Céspedes (Montero, 2 febbraio 1978) è un ex calciatore boliviano, di ruolo centrocampista.

## Palmarès

### Club

#### Competizioni nazionali
- Campionato boliviano: 2

Universitario: Apertura 2008
Blooming: Clausura 2009